# EMD GP7

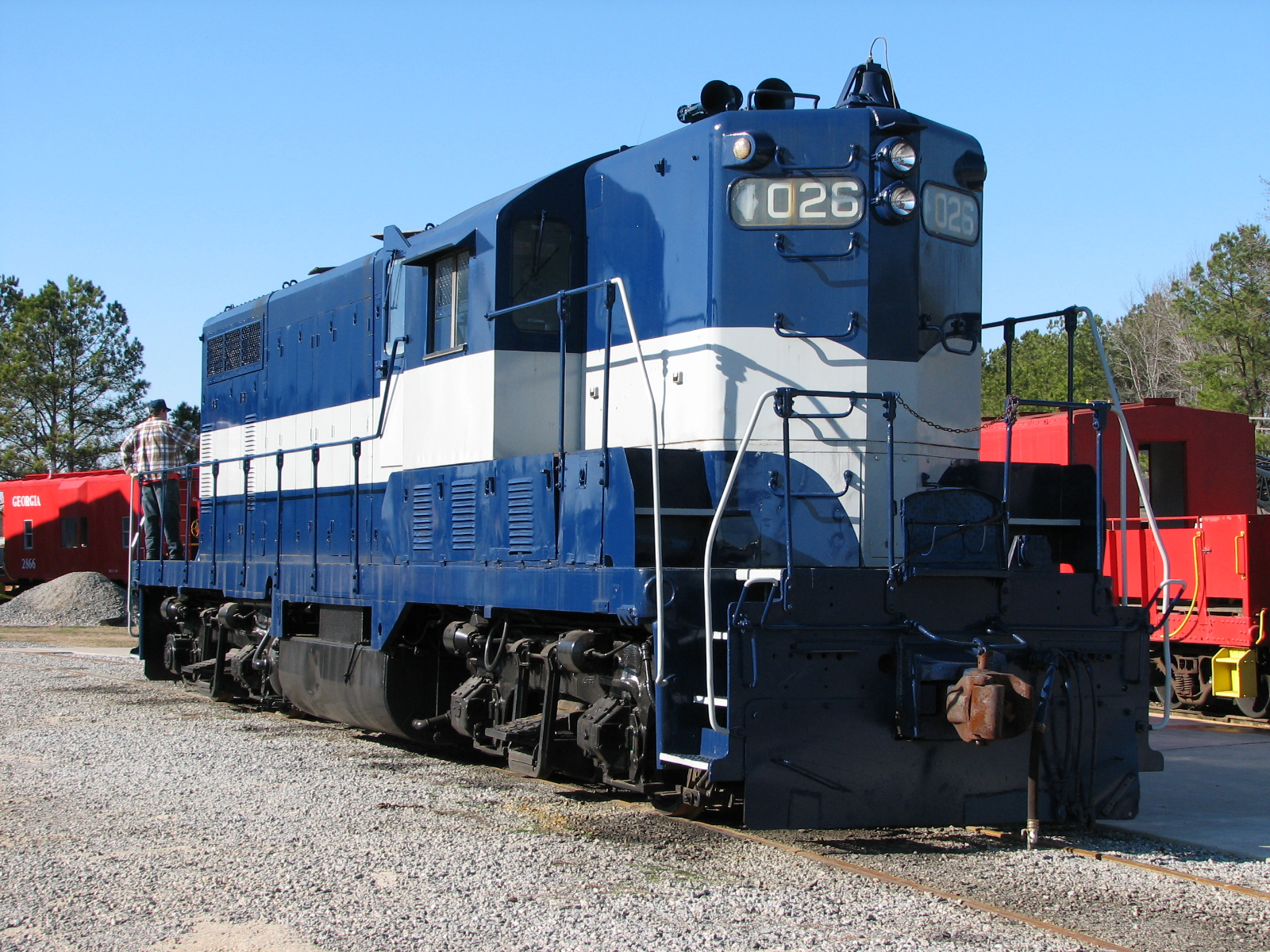
Georgia Railroad 1026-os pályaszámú gépe.

Az EMD GP7 egy amerikai dízelmozdony. Az EMD gyártotta 1949 és 1954 között. Összesen 2724 db készült belőle.